# Nagerecht
Het nagerecht – ook wel dessert of toetje – is een deel van het diner waarmee een maaltijd wordt afgesloten. Vaak is het zoet van smaak en koud, maar er zijn ook hartige en warme nagerechten. Voorbeelden van nagerechten zijn kaas, consumptie-ijs, gebak, vruchten, yoghurt en combinaties van koffie, likeur en chocolade.
De behoefte iets zoets te eten zou in de loop van de dag tamelijk constant zijn maar zou tijdelijk vervangen zijn door een behoefte aan hartige kost vlak voor de hoofdmaaltijd. Na het eten hiervan zou de behoefte aan zoetigheid weer toenemen.
De behoefte aan een zoet nagerecht is echter niet universeel.
Als er behoefte is aan een hartig dessert kan een plankje met verschillende kazen worden geserveerd. Oorspronkelijk was dit een tussengerecht dat aan het nagerecht vooraf ging. Een kaasplank word vaak begeleid door een glas port, vijgenbrood of appelstroop.

## Afbeeldingen

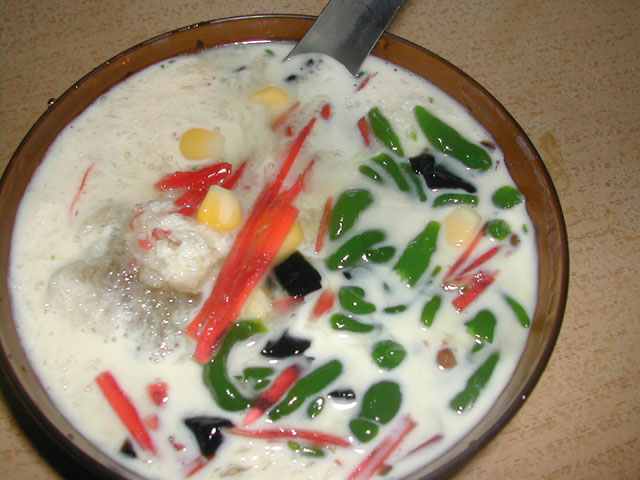
Cendol of chendol, een dessert in Maleisië, Indonesië en Singapore
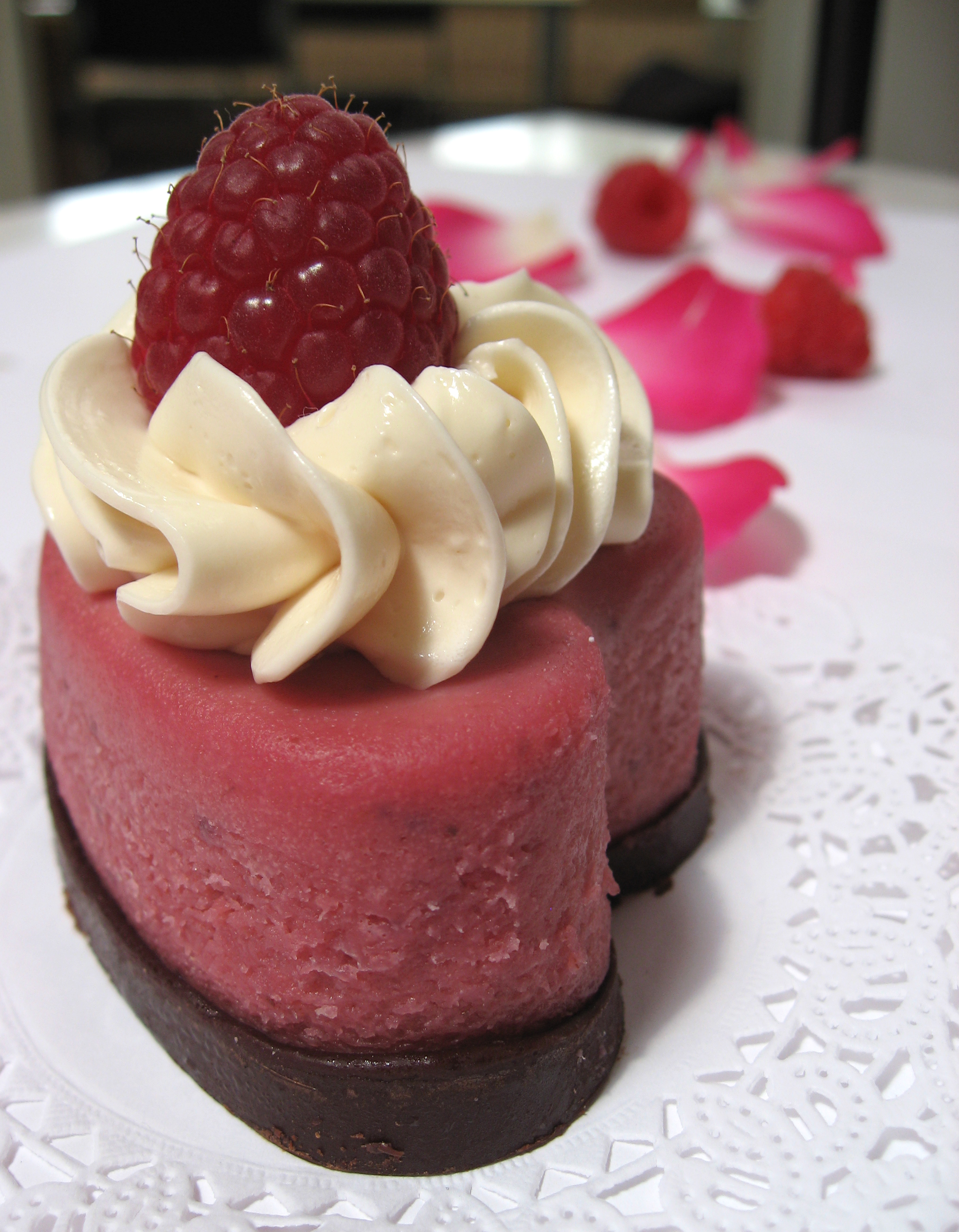
Kwarktaart met framboos en slagroom
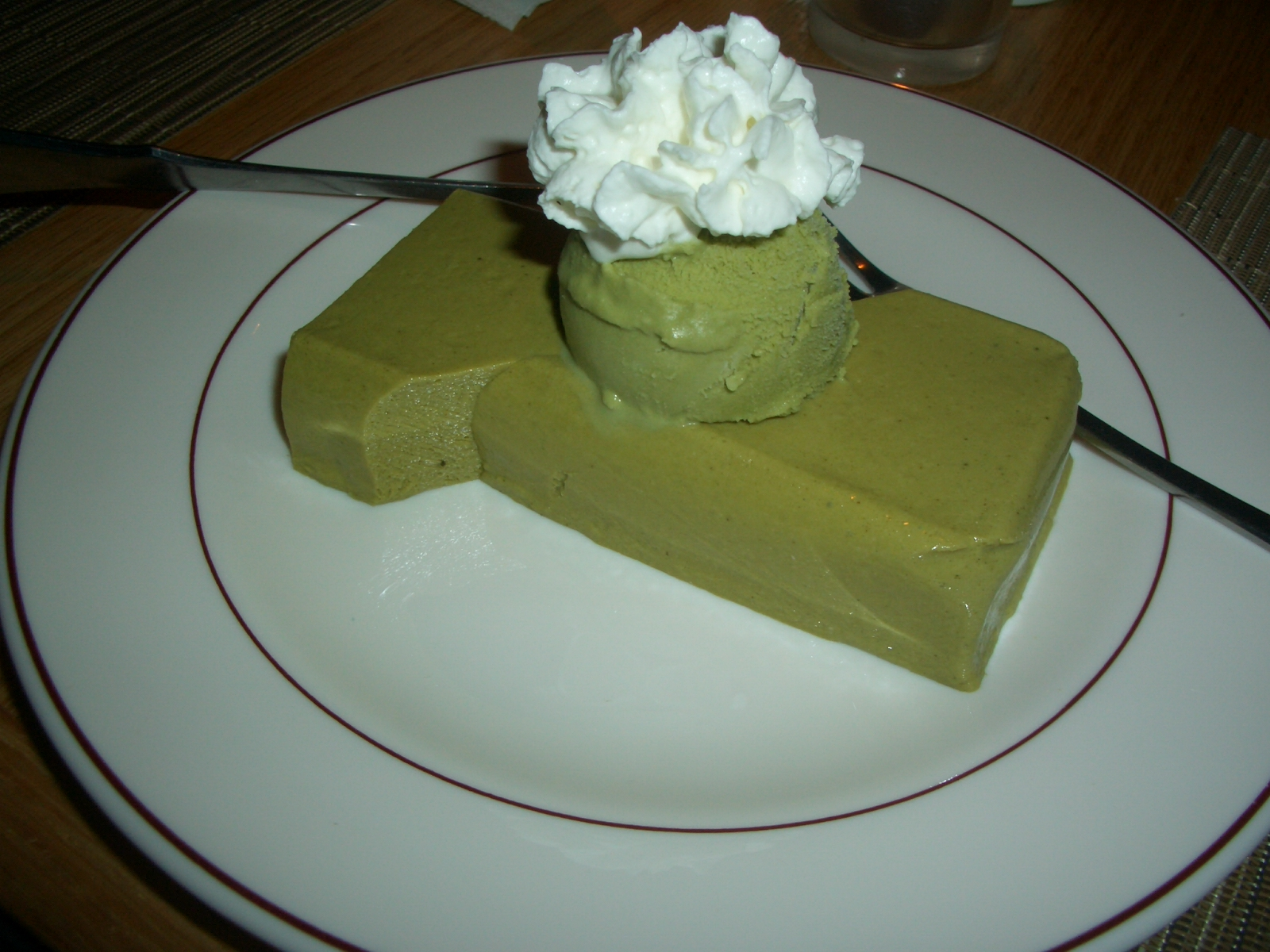
Kwarktaart en ijs met groene thee en slagroom
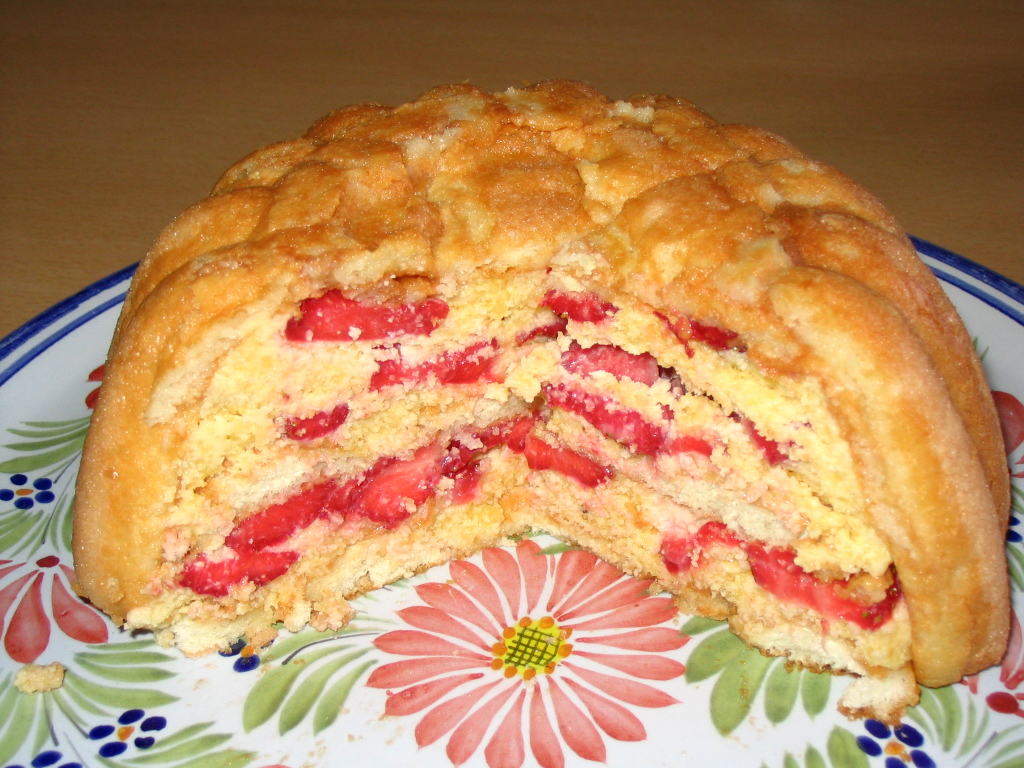
Een "Charlotte" met aardbeien
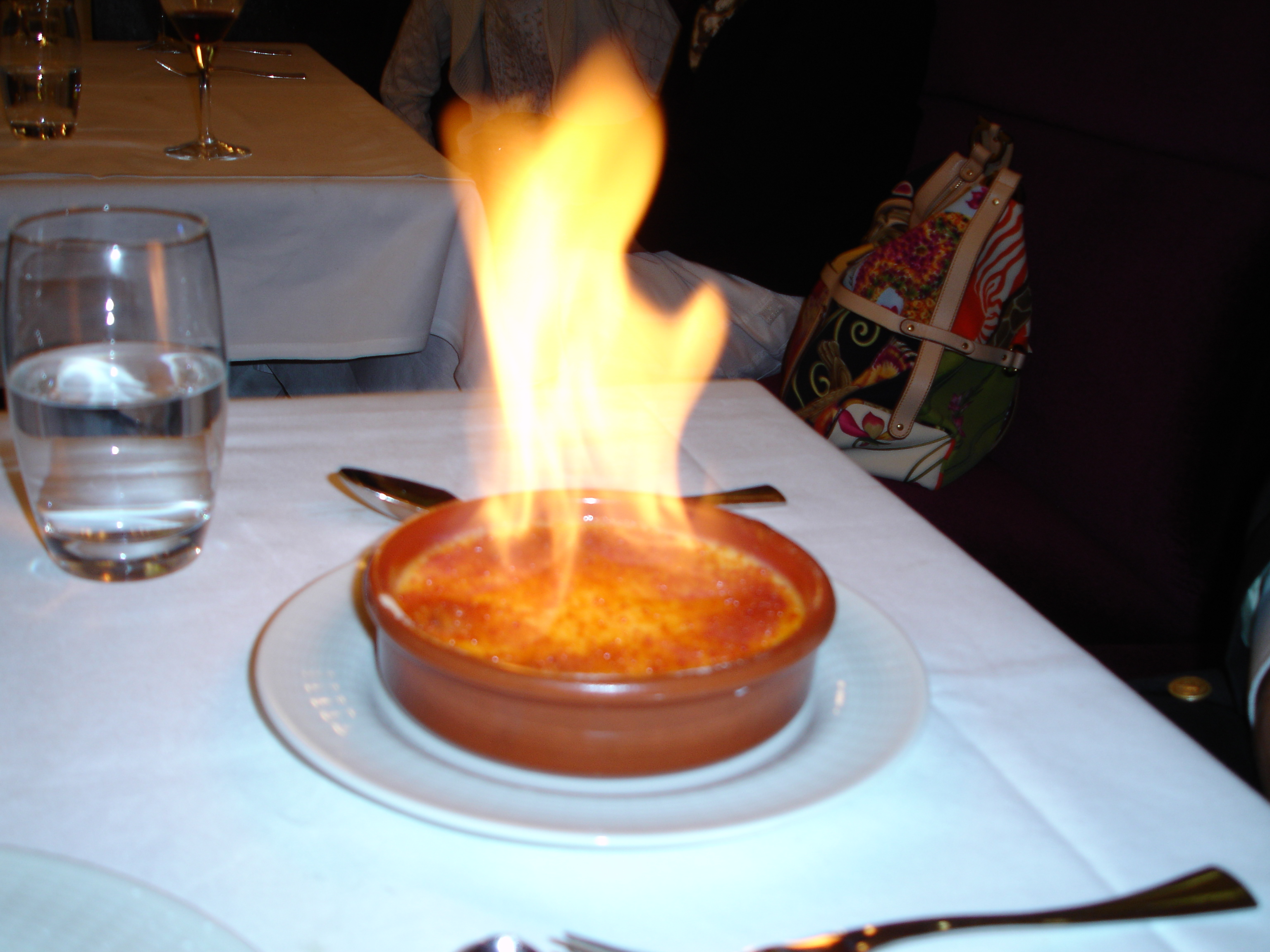
Crème brûlée, een dessert in Frankrijk
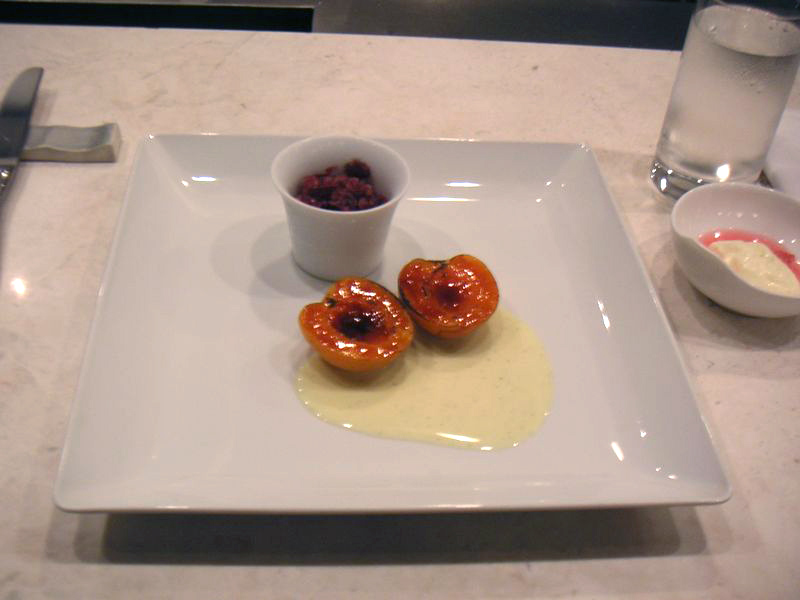
Abrikozen en framboos als dessert
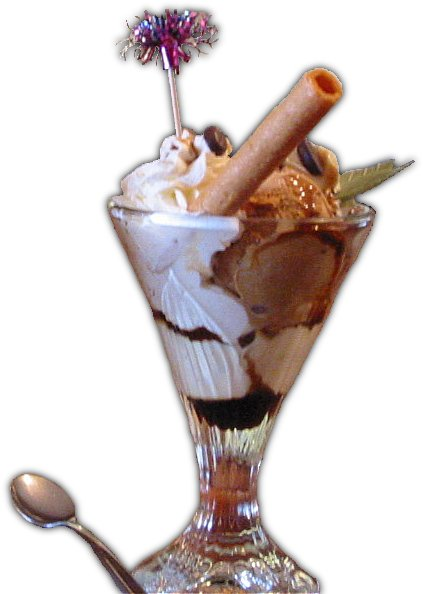
Café liégeois als dessert
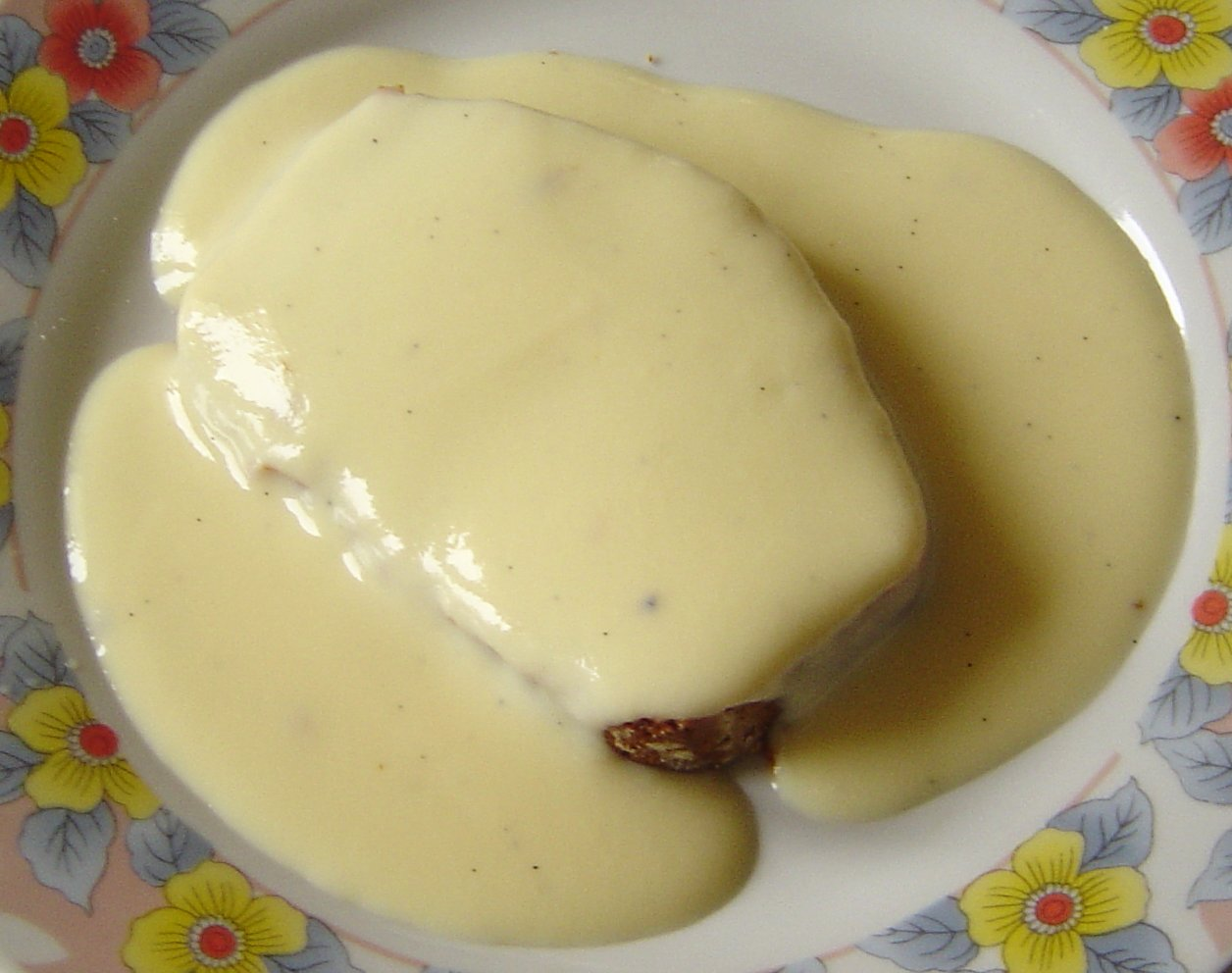
"Crème anglaise" en "pain d'épices"
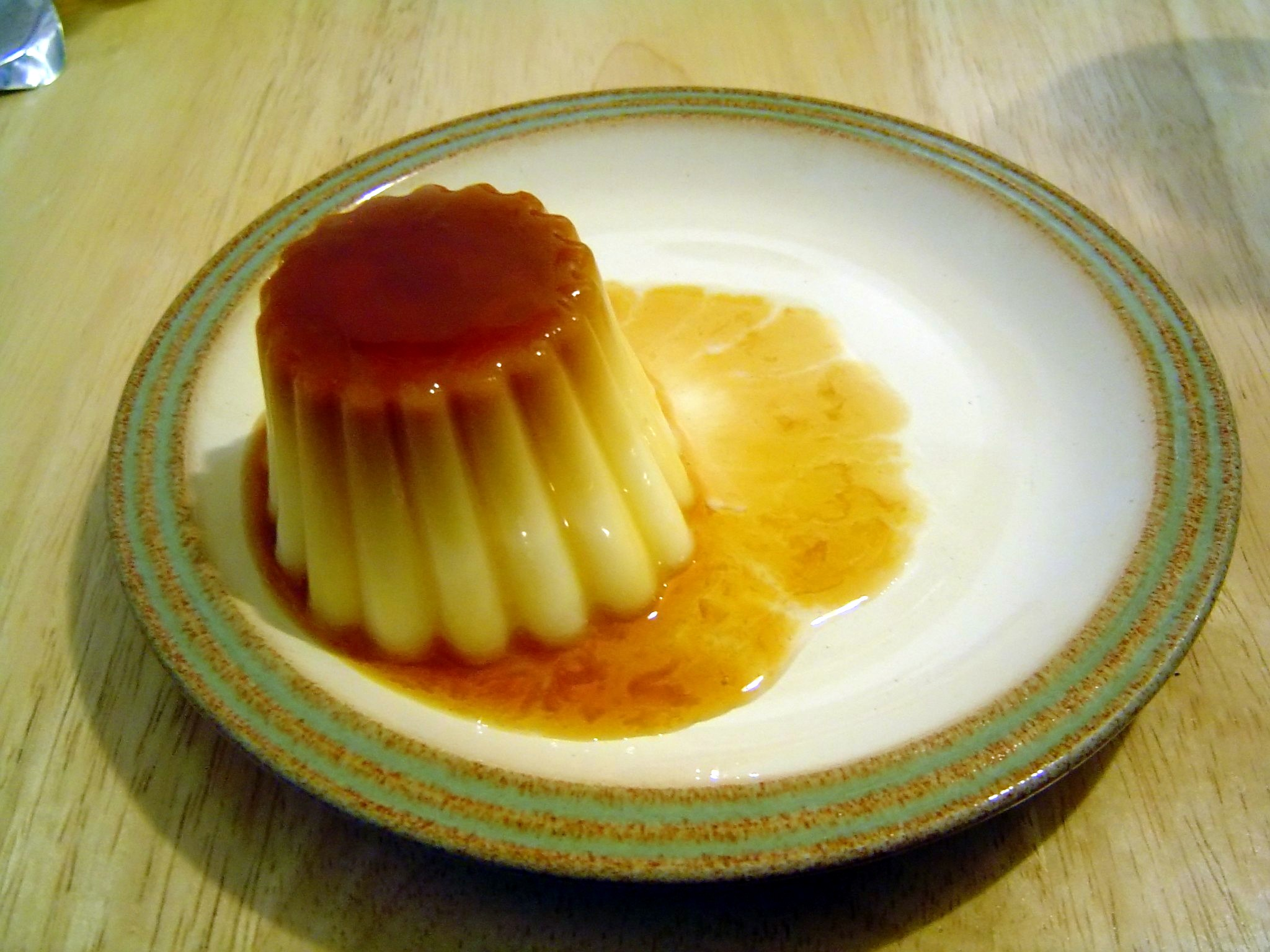
Crème caramel
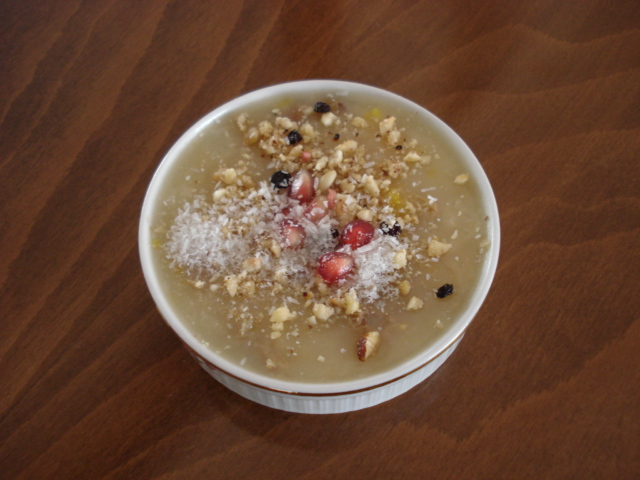
Aşure, dessert in Turkije
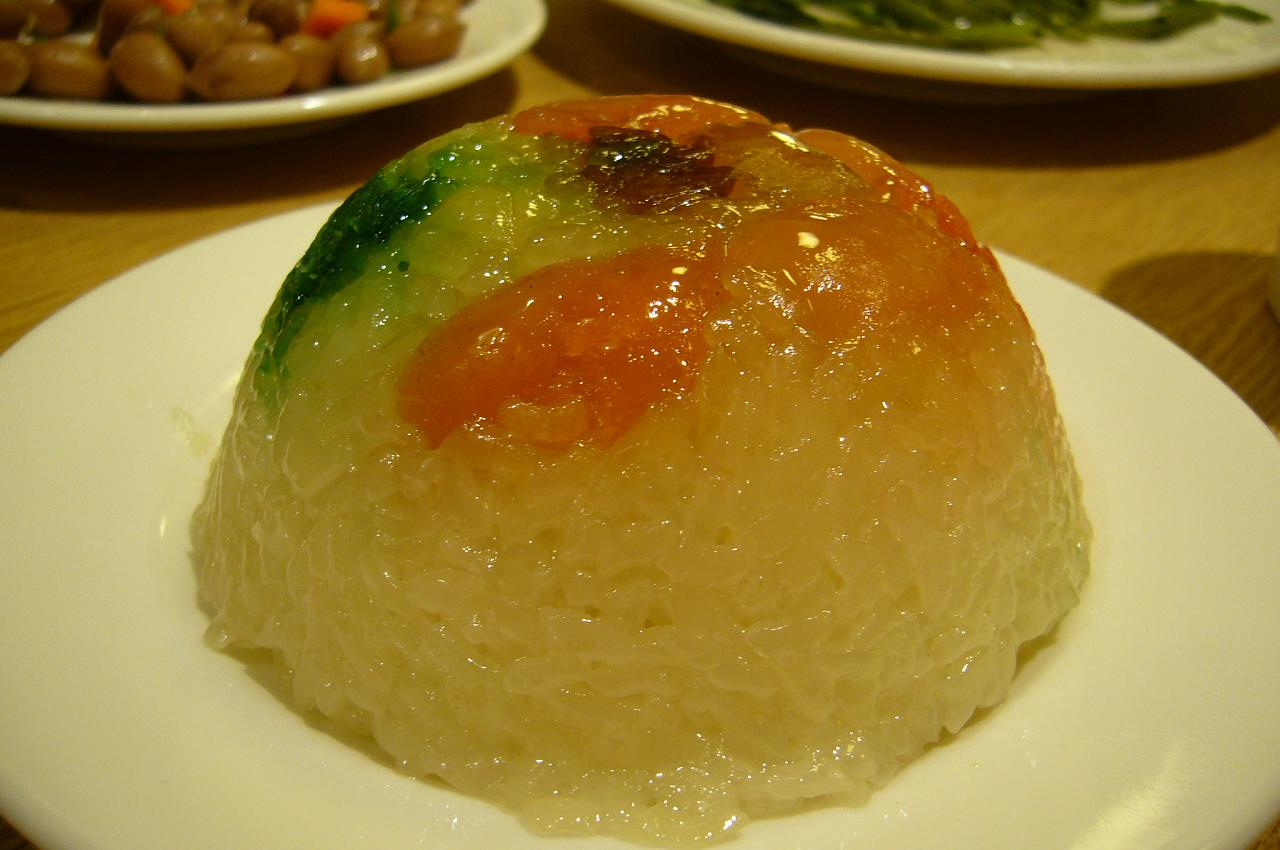
Een Chinees dessert
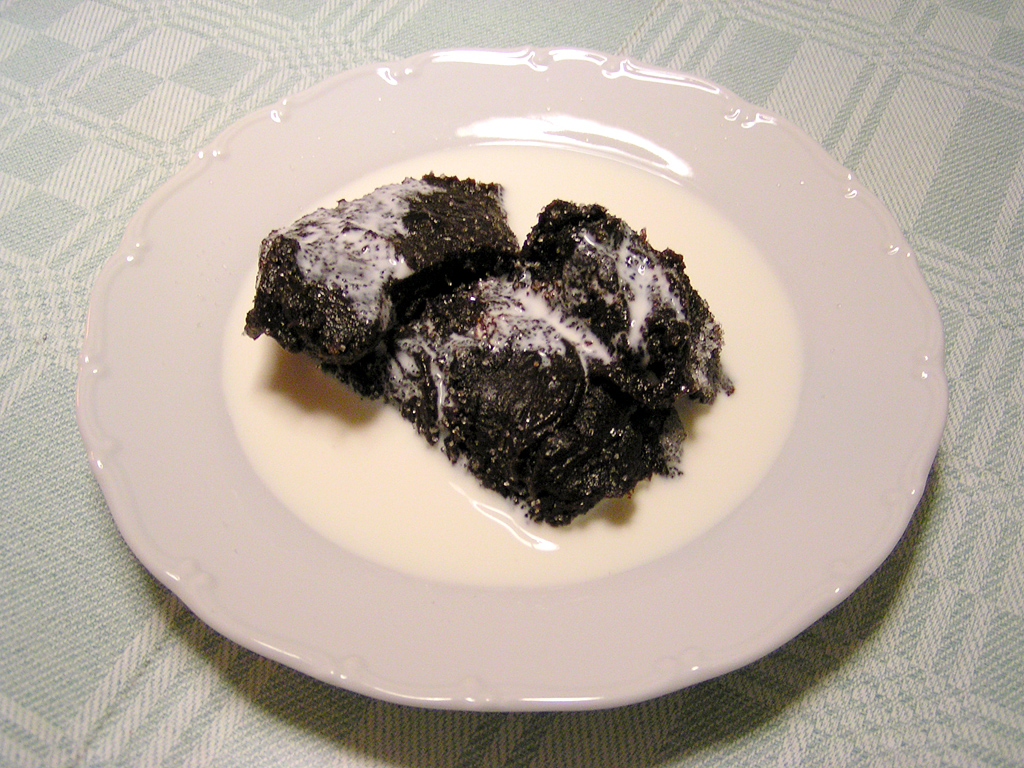
Mämmi, een dessert uit Finland
Vorarlbergs kaasplankje